# Garbh Sgeir
Garbh Sgeir (del gaèlic escocès, que significa «escull aspre») és una roca propera a l'illot de Oigh-Sgeir, en l'arxipèlag de les Small Isles a Escòcia.
La roca alberga una nombrosa colònia d'aus marines, i està protegida per la Scottish Natural Heritage.
Existeix també un altre petit illot anomenat Garbh Sgeir situat a 400 m a l'est de l'extrem meridional de Eigg, prop de Eilean Chathastail.